# Dissostichus mawsoni
Il merluzzo dell'Antartico (Dissostichus mawsoni Norman, 1937), è un pesce appartenente alla famiglia dei Nototeniidi, famoso per la glicoproteina antigelo che produce, la quale gli consente di vivere nelle acque sottostanti la banchisa polare dell'Oceano Australe, intorno all'Antartide. Dal momento che tale specie ha una frequenza cardiaca di un battito ogni sei secondi, un suo studio accurato potrebbe portare a notevoli miglioramenti della medicina cardiaca per il trattamento di pazienti nei quali il cuore viene fatto battere lentamente durante alcune procedure mediche o nei quali il cuore cessa di battere velocemente a causa dell'ipotermia.
Malgrado il nome, il merluzzo dell'Antartico non è affatto imparentato con i merluzzi. Non appartiene nemmeno al loro stesso ordine, né li ricorda nell'aspetto. Infatti, questo pesce appartiene all'ordine dei Perciformi, non dei Gadiformi.

## Descrizione
Il merluzzo dell'Antartico ha uno scheletro in parte cartilagineo molto leggero, è privo di vescica natatoria e possiede dei depositi adiposi che potrebbero servire per immagazzinare riserve di energia, in particolar modo durante il periodo della deposizione delle uova. Pessiede inoltre delle retine ben adattate a livelli di luce molto scarsi. Dal momento che neve e ghiacci ricoprono la superficie dell'oceano perfino in estate, tali occhi si sono evoluti in modo che l'animale riesca a vedere anche nella semioscurità delle grandi profondità dell'Oceano Antartico. La colorazione va dal nero al verde oliva, talvolta più chiara sulle regioni inferiori, con una serie di macchie sulle pinne. Ha una testa larga e un corpo allungato con una lunga pinna caudale bilobata a forma di timone, una lunga pinna anale e grandi pinne pettorali.
Al massimo dello sviluppo, questo pesce di colore grigiastro è uno dei più grandi pesci dei mari antartici; nel corso di un viaggio di ricerca nel Mare di Ross, alcuni scienziati neozelandesi hanno catturato esemplari adulti più lunghi di 2 m e con un peso che superava i 135 kg. Le sue carni sono bianche, con un alto contenuto di olio. Il loro sapore viene descritto come simile a quello del merluzzo, ed è proprio questa la caratteristica a cui il pesce deve il proprio nome comune. Un suo parente stretto, tanto che a volte viene scambiato erroneamente per esso, è il merluzzo della Patagonia (Dissostichus eleginoides).

## Distribuzione e habitat
Questo grosso pesce è probabilmente mesopelagico ed è stato catturato anche in acque profonde più di 2000 m. È diffuso prevalentemente al disotto dei 60° sud. Nel Mare di Ross viene pescato soprattutto durante l'estate australe, ma è stato avvistato anche nelle acque costiere prospicienti la regione antartica rivolta verso l'Oceano Indiano, in prossimità della Penisola Antartica, e nei pressi delle Sandwich Australi.

## Biologia
Ha una dieta generalmente ittiofaga (mangia, cioè, altri pesci), ma si nutre pressoché di qualsiasi cosa, compresi i resti dei pinguini catturati in superficie da foche e orche. Studi effettuati sulle reti alimentari dell'Antartico condotti dagli studiosi neozelandesi dell'Istituto Nazionale di Ricerche sull'Acqua e l'Atmosfera (NIWA) indicano che il merluzzo dell'Antartico occupa un livello trofico simile a quello occupato dalle orche e dalle foche di Weddell nel Canale di McMurdo, dal tonno rosso nell'Atlantico e dal capodoglio nel golfo del Messico. Gli esemplari più piccoli, tuttavia, possono essere preda di foche di Weddell, foche leopardo, grossi calamari e orche.
Nel corso di un programma di studi condotto nel mare di Ross dalla Convenzione per la protezione delle risorse marine viventi in Antartide (CCAMLR) è stato scoperto che questo pesce ha un tasso di sviluppo relativamente veloce. Raggiunge circa 60 cm dopo cinque anni, un metro dopo 10 anni e circa 1,5 m dopo circa 20 anni. L'età massima registrata, in un esemplare di 150 kg di peso, è stata di 48 anni - sono pochi i pesci catturati per scopo alimentare che superano i 30 anni. I dati ricavati sempre dalla stessa ricerca indicano che questo animale raggiunge la maturità sessuale a circa 10 anni.

## Conservazione
La pesca al merluzzo dell'Antartico è gestita dalla CCAMLR, che a scopo precauzionale ne ha limitato la cattura nel Mare di Ross; le catture vengono effettuate allo scopo di raccogliere sufficienti informazioni sulla biologia e sull'estensione degli stock, per poterne meglio gestire la pesca industriale in futuro.